# Montory
Montory ist eine französische Gemeinde mit 314 Einwohnern (Stand 1. Januar 2022) im Département Pyrénées-Atlantiques in der Region Nouvelle-Aquitaine (vor 2016: Aquitanien). Die Gemeinde gehört zum Arrondissement Oloron-Sainte-Marie und zum Kanton Montagne Basque (bis 2015: Kanton Tardets-Sorholus).
Der Name in der baskischen Sprache lautet Montori oder Berorize. Die Einwohner werden entsprechend Montoriar oder Beroriztar genannt.

## Geographie
Montory liegt ca. 25 km südwestlich von Oloron-Sainte-Marie im Landstrich der Hoch-Soule der historischen Provinz Soule im französischen Teil des Baskenlands.
Umgeben wird Montory von den Nachbargemeinden:
| Tardets-Sorholus |                                             | Barcus            |
| Laguinge-Restoue | Kompassrose, die auf Nachbargemeinden zeigt | Lanne-en-Barétous |
| Haux             |                                             |                   |

Montory liegt im Einzugsgebiet des Flusses Adour.
Der Joos entspringt auf dem Gemeindegebiet und bewässert es zusammen mit seinen Nebenflüssen,
- dem Ruisseau de Bellocq und
- dem Ruisseau d’Ourgaray.

Zuflüsse des Saison durchqueren die Gemeinde:
- der Ruisseau Apanise mit seinem Nebenfluss,
  - dem Ruisseau de Méhèche, und
- der Ruisseau d’Etcheberry mit seinem Nebenfluss,
  - dem Ruisseau de Lichallaréque.

Schließlich fließt der Larrigau, ein Nebenfluss des Ruisseau le vert de Barlanès, zusammen mit seinem Zufluss, dem Ruisseau de Lacoste, durch Montory.

## Geschichte
Der Legende nach hat Centulle V., Vicomte vom Béarn, Montory gegen 1058 mit der Absicht gegründet, die Autonomie des Béarn gegenüber den Herzögen von Aquitanien auszubauen, deren Vasall er selbst war. 1080 gründete Centulle V. Oloron und lockte Kaufleute mit rechtlichen und wirtschaftlichen Privilegien, die 1220 im For d’Oloron festgehalten wurden. Montory genoss ebenfalls Vorteile aus dieser Charta, indem es politische und kaufmännische Verbindungen mit Oloron aufbaute. Herzog Wilhelm VIII. von Aquitanien übertrug 1086 seine Rechte an der Soule an Centulle V. Der Vicomte der Soule verweigerte Centulle V. allerdings seine Huldigung, worauf dieser in die Soule einfiel und den Bewohnern von Montory den For d’Oloron mündlich übertrug. Mit der Heirat von Eleonore von Aquitanien mit Heinrich Plantagenet im Jahre 1152 gelangte das Herzogtum Aquitanien an die englische Krone. Eduard II., König von England, eroberte die Soule nach 1307, und Montory wurde Sitz eines königlichen Gerichts. 1323 gewährte der Seneschall der Guyenne, Foulques Lestrange, den Bewohnern von Montory eine Charta von Privilegien im Namen des englischen Königs, die 1383 von Herzog Jean de Lancastre, Seneschall Englands, bestätigt wurde. 1337 ließ der englische König Eduard III. eine Erhebung über die Anzahl der Häuser der Soule und die zu bezahlenden Abgaben durchführen. Für Montory wurde erfasst, dass jedes der 78 Häuser, die nebenbei bemerkt gleich viele baskische wie Béarner Namen trugen, eine jährliche Summe von 18 morlas blancs an die Burg von Mauléon abzuführen hatte. Per Erlass des französischen Königs Ludwig XI. wurde 1474 Montory zusammen mit Haux und Athérey (heute Teil von Licq-Athérey) zugunsten von Roger, Grundherr von Gramont, zum Baronat erhoben.
Im 16. Jahrhundert beeinflussten die Hugenottenkriege die Geschicke von Montory. Jeanne d’Albret, Königin von Navarra, führte den Protestantismus in ihrem Territorium ein, worauf die Souletiner sich 1568 in das Nieder-Navarra begaben, um sich den Katholiken anzuschließen, die sich gegen ihre Königin erhoben hatten. Nachdem die Souletiner aus Nieder-Navarra vertrieben worden waren, rächten sie sich, indem sie das Dorf von Montory plünderten und verwüsteten und das Vieh mitnahmen, weil es im Besitz der Gramonts war. Die Bewohner von Montory flüchteten in das Béarn. Nach der Unterschrift des Edikts von Nantes 1598 kehrte Ruhe ein. In Montory gab es seit 1568 eine evangelische Kirche, in der diese Glaubensrichtung ausgeübt werden konnte. Arnaud du Peyré, bekannt unter dem Namen Graf von Tréville und Musketier des französischen Königs Ludwig XIII., kaufte 1638 das Baronat von Montory. 1661 setzte sich Bernard Goyheneche, genannt Matalas, Pfarrer von Moncayolle an die Spitze des Matalas-Aufstands. Er begab sich nach Montory mit 3.000 Männern und übte dort eine vorübergehende Terrorherrschaft aus.
Am 13. August 1967 um 23:10 Uhr erschütterte ein Erdbeben der Stärke 6,5 auf der Richterskala mit dem Epizentrum bei Arette die Gemeinde, das erhebliche Schäden an den Gebäuden verursachte.
Toponyme und Erwähnungen von Montory waren:
- Montory (1323),
- Montori (1337),
- Montori (1383, Verträge von Luntz, Notar des Béarn, Blatt 84),
- Montoury (1563),
- Notre-Dame de Montory (1654, Veröffentlichungen des Bistums Oloron),
- Beroritze (1662),
- Montori (1750, Karte von Cassini) und
- Montory (1793 und 1801, Notice Communale bzw. Bulletin des Lois).[6][7][8][9]

### Einwohnerentwicklung
Nach Höchstständen der Einwohnerzahl von über 1300 in der ersten Hälfte des 19. Jahrhunderts reduzierte sich die Zahl bei kurzen Erholungsphasen bis heute auf unter 300, und dieser Abwärtstrend dauert an.
| Jahr      | 1962 | 1968 | 1975 | 1982 | 1990 | 1999 | 2006 | 2009 | 2022 |
| --------- | ---- | ---- | ---- | ---- | ---- | ---- | ---- | ---- | ---- |
| Einwohner | 562  | 502  | 398  | 371  | 379  | 349  | 337  | 330  | 314  |

## Sehenswürdigkeiten

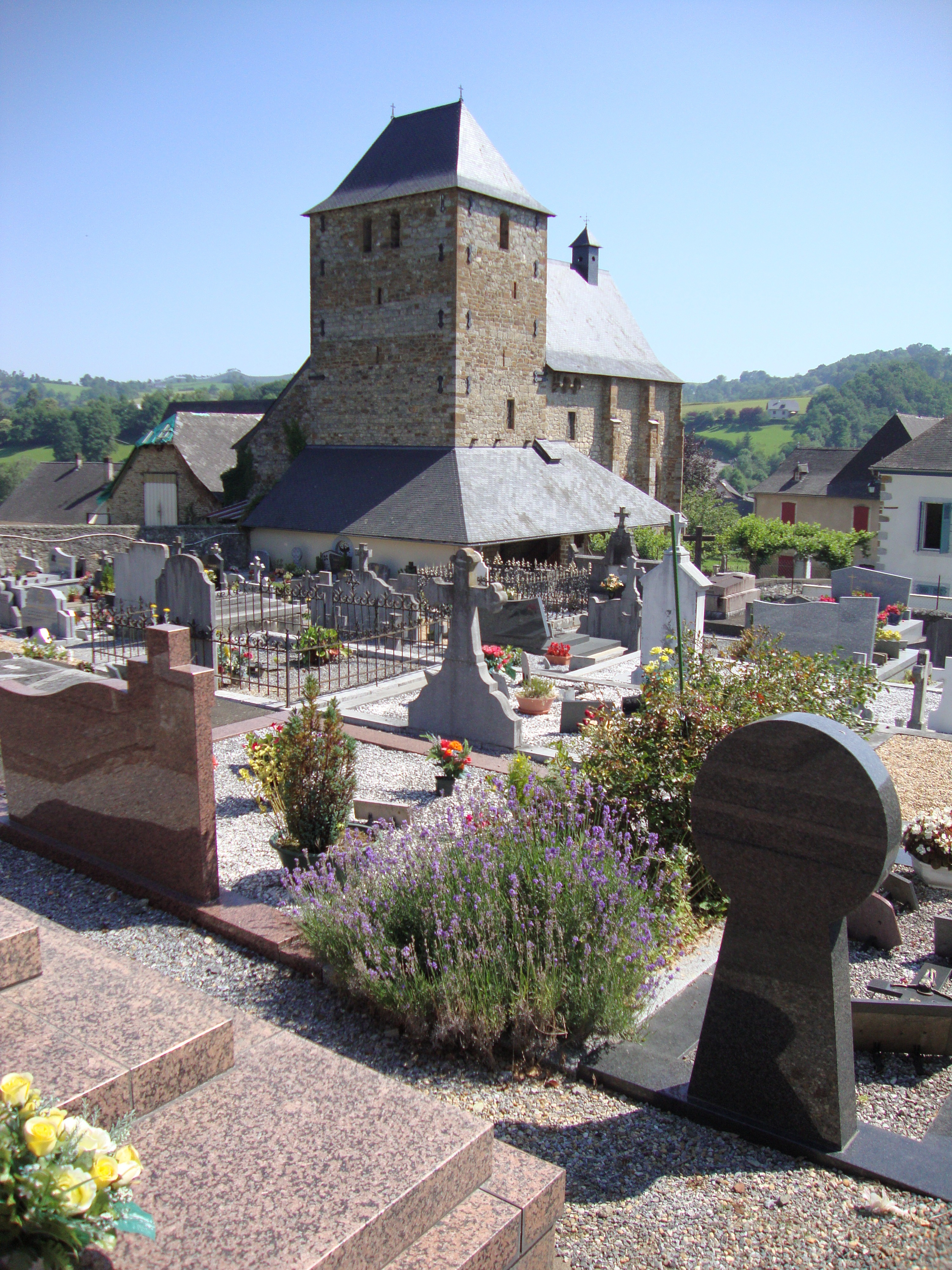
Pfarrkirche Notre-Dame-de-l’Assomption mit angrenzendem Friedhof

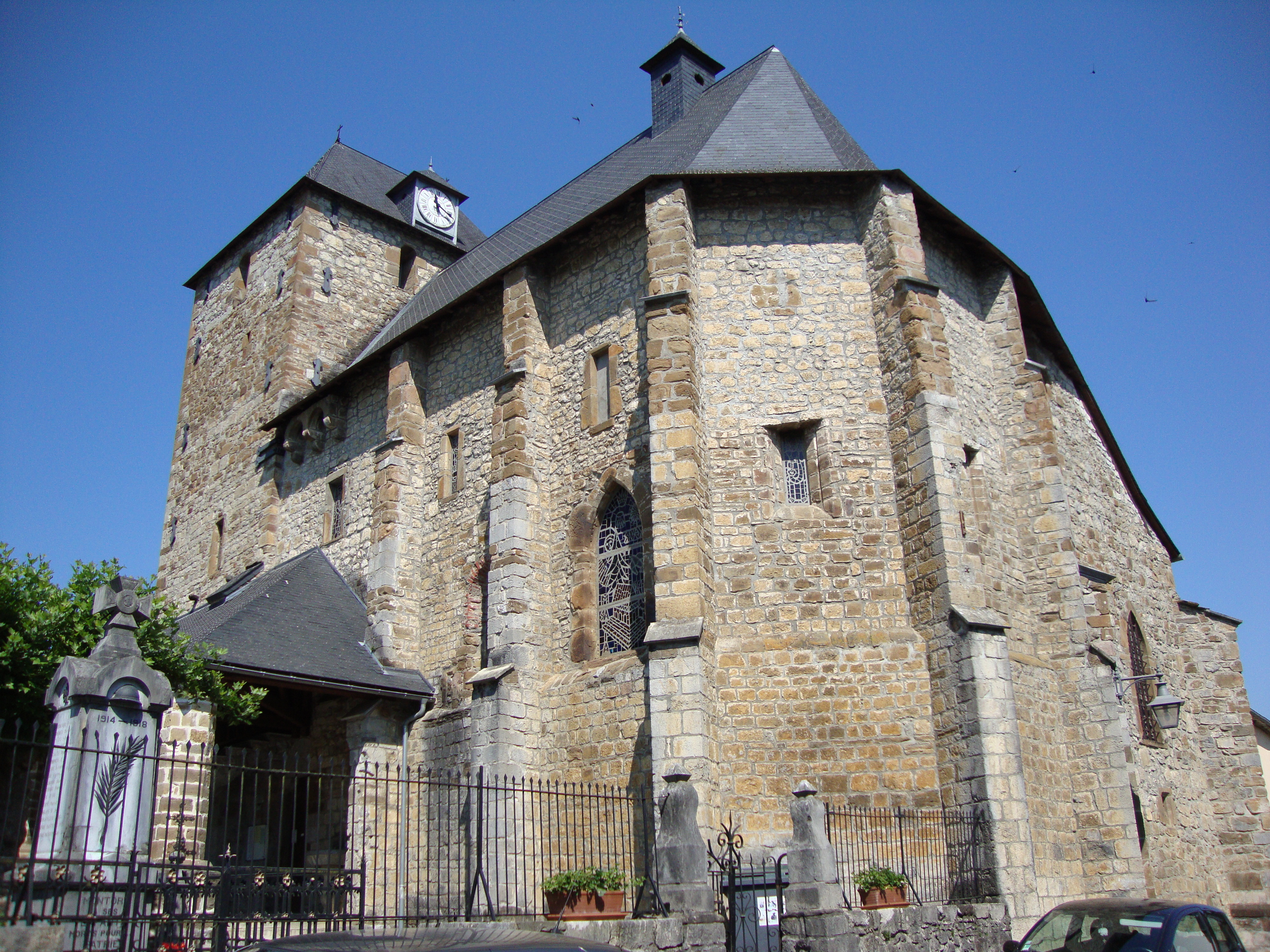
Sicht auf die Apsis der Pfarrkirche

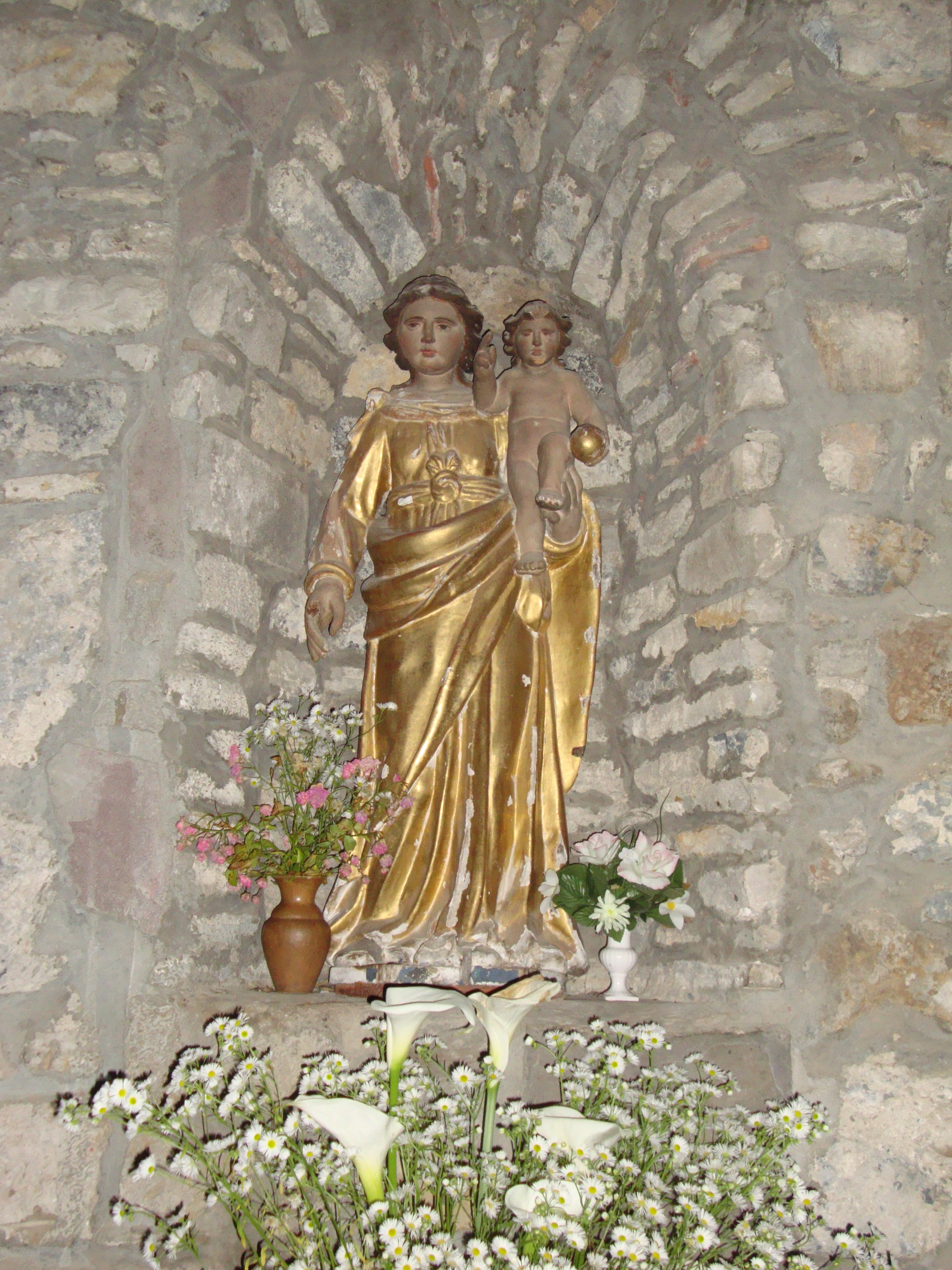
Marienstatue mit Jesuskind

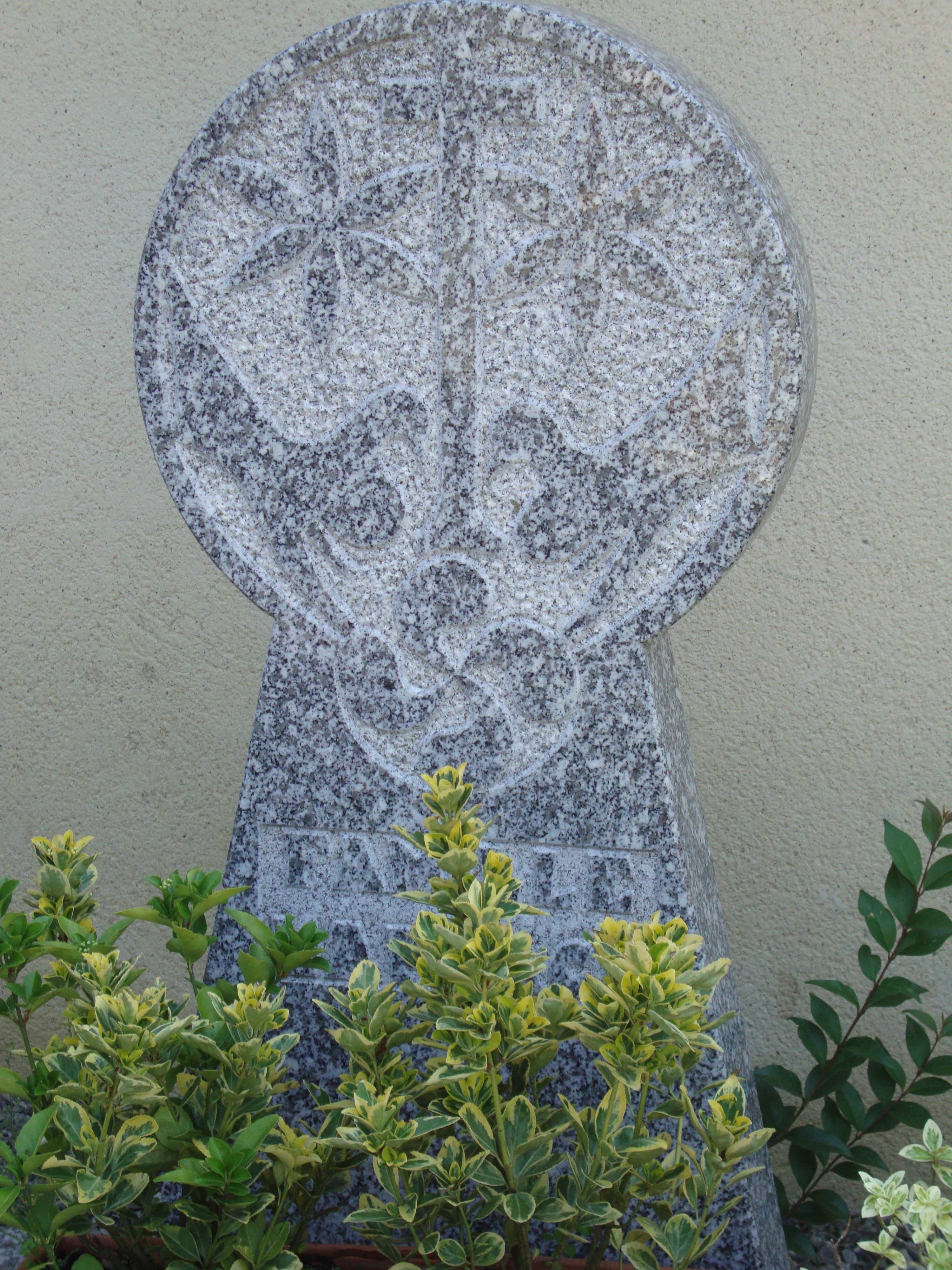
Scheibenförmige Grabstele in Montory

### PfarrkircheNotre-Dame-de-l’Assomption
Die Jahreszahl „1070“ über dem Haupteingang zeigt das Datum der Errichtung der Pfarrkirche an, die Mariä Himmelfahrt gewidmet ist. Auf dem Sturz ist auch der Buchstabe „H“ zu erkennen, möglicherweise ein Hinweis auf Héraclius, Sohn eines Vicomtes von Mauléon und Archidiakon der Soule und von Oloron. Über dieser Inschrift ist ein Wappen auf dem Schlussstein des Eingangsbogens eingemeißelt, dessen Bedeutung ein ungelöstes Rätsel für die Historiker darstellt. Es handelt sich um drei Schwertlilien im Relief unterhalb der Darstellung einer Herzogskrone.
Die romanische Architektur der Kirche zeigt sich an ihrer massiven Form und dem Tympanon mit einem Christusmonogramm über dem seitlichen Eingang. Dieses zeigt in traditioneller Weise die Buchstaben Rho („P“) und Chi („X“) und Alpha und Omega. Ein „S“ für „Salvator“ (deutsch Retter) schlingt sich um den Fuß des Rho.
Der massive Glockenturm hat eine gewisse Ähnlichkeit mit dem Bergfried der Burg in Oloron. Ihre Errichtungen könnten zusammenhängen, da die Bewohner von Montory von der Charta For d’Oloron profitierten. Die Maschikulis, die an der Kirche sichtbar sind, sind Zeugen einer Befestigung in der gotischen Epoche. Die Kirche ist 1568 während der Hugenottenkriege in Brand gesteckt, 1661 von Bernard Goyheneche, genannt Matalas, und seinen Gefolgsleuten während des Matalas-Aufstand zerstört worden. Diese Beschädigungen führten zu Umbauarbeiten und Restaurierungen im 16. und im 17. Jahrhundert und in früherer Zeit nach dem Erdbeben am 13. August 1967. 1974 wurden neue Glasfenster eingefügt. In einem von diesen ist ein Hirte mit seinem Schaf dargestellt, ein Hinweis auf das vorherrschende Gewerbe der Bewohner der Gemeinde.
Die Widmung der Pfarrkirche zu Mariä Aufnahme in den Himmel besteht seit 1950. Im 17. bis zum Ende des 18. Jahrhunderts hatte sie die Bezeichnung „Notre-Dame de Montory“.
Die Kirche besitzt im Innern eine Empore mit neun Reihen von Kirchenbänken auf einer Ebene, die von einer Treppe im Eingangsvorbau erreicht werden kann. Wie in allen Kirchen des Baskenlandes üblich, halten sich Männer und Frauen während einer Messe getrennt auf. Deshalb haben die meisten Kirchen mindestens eine Empore, deren Plätze den Männern vorbehalten sind. Diese ist ganz aus Holz in einem nüchternen Stil gearbeitet, nur die Baluster sind mit Verzierungen versehen.
Das Kirchenschiff des Langhauses ist von der Seitenkapelle durch spitzbogenförmige Arkaden abgetrennt, die auf massiven oktogonalen Pfeilern ruhen. Das Gewölbe der Seitenkapelle, vermutlich das älteste der Kirche, ist ein vierteiliges Kreuzrippengewölbe, während das Gewölbe und die Kuppel des Hauptschiffs eine aufgehängte Decke auf Trägern besitzt. Die Kuppel ist von Guy Liet nach dem Zweiten Weltkrieg vollständig bemalt. Der Blick fällt in der Mitte der Kuppel auf ein tiefes Blau mit vergoldeten Sternen, die den Himmel symbolisieren. Auf den umgebenden Deckenflächen sind großförmige Motive mit Schwertlilien zu sehen, christliche Symbole der Reinheit. Das Nomen sacrum IHS ist ebenfalls auf eine der Flächen aufgetragen.
Der Boden der Kirche ist teilweise von rund zehn Grabplatten bedeckt, von denen einige mit Inschriften versehen und datiert sind, sowie von Fragmenten von Grabplatten, Zeugnisse von Bestattungen in der Kirche.
Das Altarretabel aus der Mitte des 18. Jahrhunderts ist zur Verschönerung des Altars aus Marmor, Stein und vergoldetem Lindenholz im Stile des Renaissance gearbeitet mit zahlreichen Figuren und kleinen Statuen, bei denen einzig die Gesichter nicht vergoldet sind. Der Tabernakel, der in das Retabel integriert ist, stammt aus derselben Zeit. Seine Tür ist von dicken Pflanzengirlanden umrahmt und von einem Flachrelief bedeckt, das zwei Engel darstellt, die eine Monstranz tragen. Die Kirche bewahrt einen zweiten Tabernakel, der eine eher runde Form aufweist und an die Wand befestigt ist. Er ist aus Holz und ohne Verzierungen gefertigt und seine Farben imitieren vergoldetes Holz und den grauen Marmor der Pyrenäen. Er befindet sich an der Stelle, an der vor dem Erdbeben im Jahre 1967 ein Altar stand, der Maria gewidmet war.
Die Kanzel der Kirche ist vollständig aus Holz gearbeitet und datiert ebenfalls aus dem 18. Jahrhundert. Sie ist an der Wand befestigt und über eine kleine seitliche Treppe zugänglich. Ihr polygonaler Kanzelkorb setzt sich aus Paneelen zusammen, die bemalt und mit Flachreliefs versehen sind. An dem Wandpaneel ist eine vergoldete Statue angebracht, die den heiligen Petrus darstellt, in seiner Hand die Schlüsseln für das Heil der Seelen. Der Schalldeckel trägt einen Posaune blasenden Engel. Er steht für den siebten Engel, der in der Offenbarung des Johannes mit dem Ton seiner Posaune die Toten am Tag des Jüngsten Gerichts aufweckt.

### Scheibenförmige Grabstelen
Im Hof der Pfarrkirche sind zwei scheibenförmige Grabstelen, Hilarri genannt, im Boden versenkt. Auf einem der beiden Stelen ist auf der einen Seite der Scheibe das Nomen sacrum IHS eingraviert, auf der anderen Seite ein Malteserkreuz. Zwei andere Hilarri befinden sich abseits des Zentrums der Gemeinde am Rand eines alten Weges nach Haux, seinerzeit königlicher Weg genannt. Sie zeigen das Grab von zwei Personen an, die an dieser Stelle gewaltsam umgekommen waren.

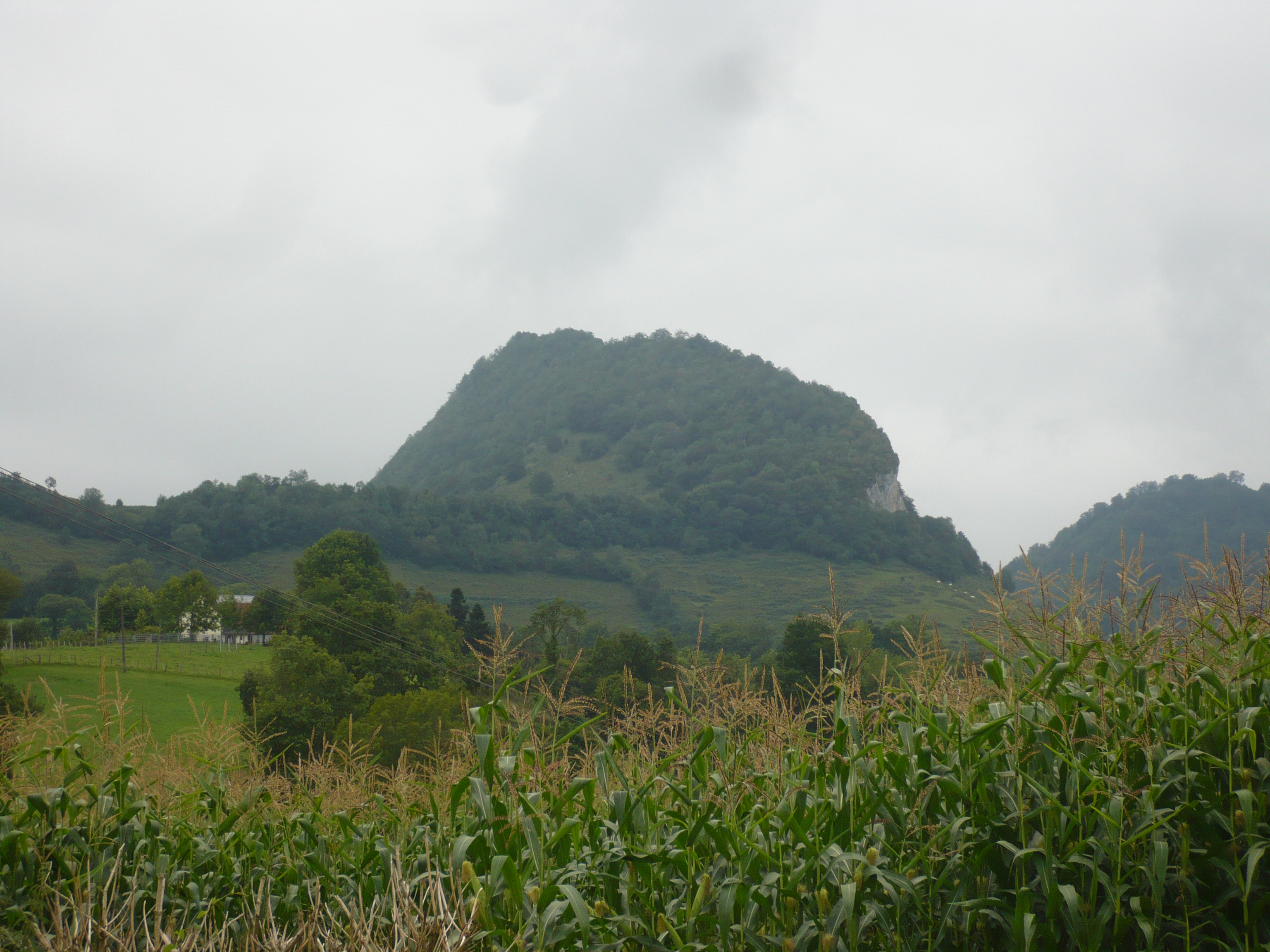
Arguibelle

### Arguibelle
An der Westflanke des Bergs Arguibelle (795 m), der sich auf der östlichen Grenze zur Nachbargemeinde Lanne-en-Barétous befindet, gibt es eine megalithische Sonnenuhr. Im Sommer reicht der Schatten der Felswand des Bergs um 9 Uhr, 10 Uhr und 11 Uhr jeweils genau auf einem von drei Felsen, die aus dem Weideland emporragen.

## Wirtschaft und Infrastruktur

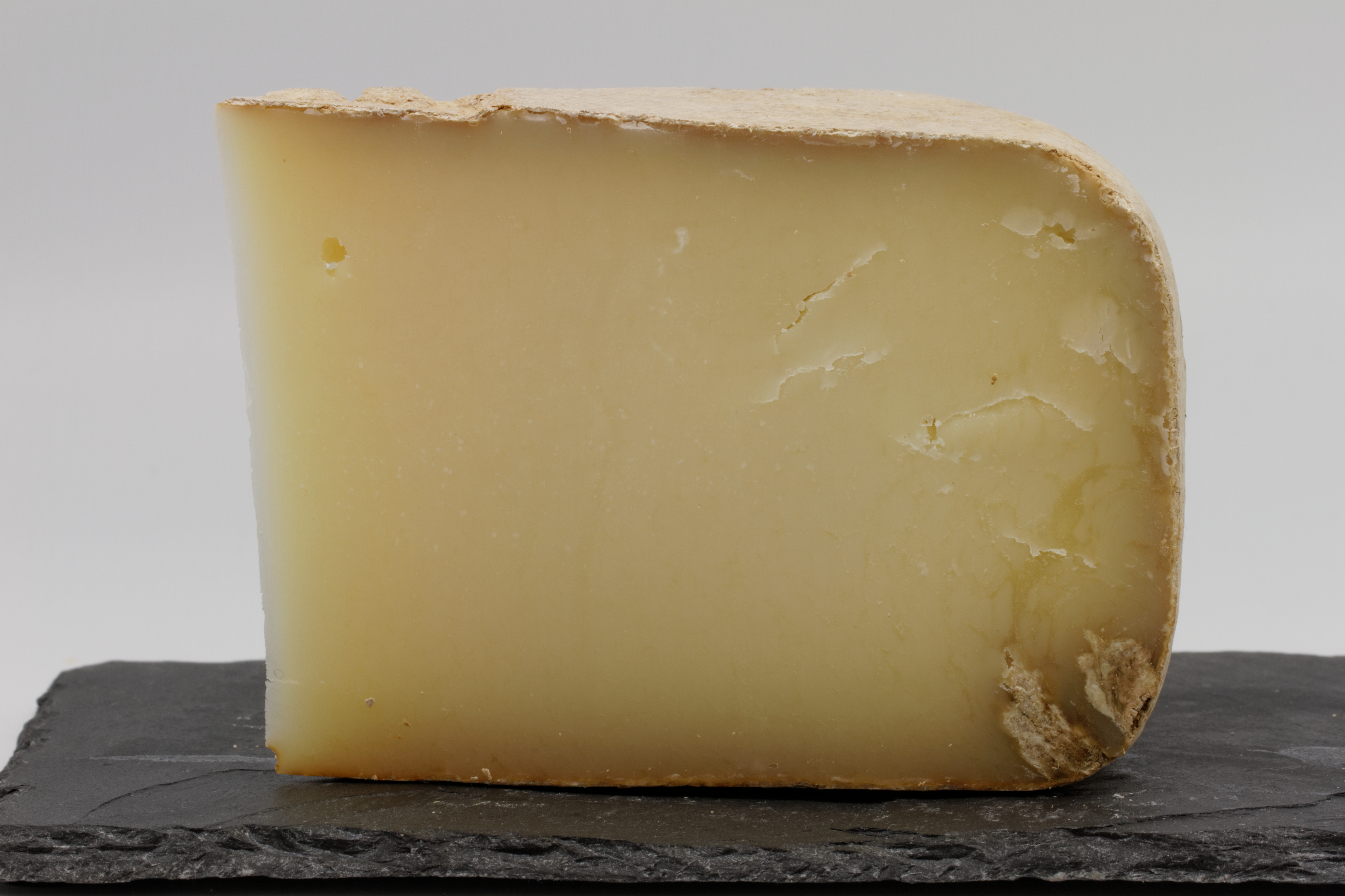
Ossau-Iraty

Montory liegt in den Zonen AOC des Ossau-Iraty, eines traditionell hergestellten Schnittkäses aus Schafmilch, sowie der Schweinerasse und des Schinkens „Kintoa“.
Landwirtschaft und Tourismus sind die wichtigsten Wirtschaftsfaktoren der Gemeinde. Maisanbau, Rinderzucht und Schafzucht sind hierbei die Hauptaktivitäten der Landwirtschaft. Bei den Rindern werden ausschließlich Tiere der Rasse Blonde d’Aquitaine gehalten, bei den Schafen sind es die Rassen Manech tête noire und Manech tête rousse. Die Milch der Schafe wird gesammelt, nach Mauléon transportiert und in der Fromagerie des Chaumes zu Etorki oder Esquirrou der AOC Ossau-Iraty verarbeitet. Eine lokale Käserei in Montory produziert Schafskäse vor Ort.

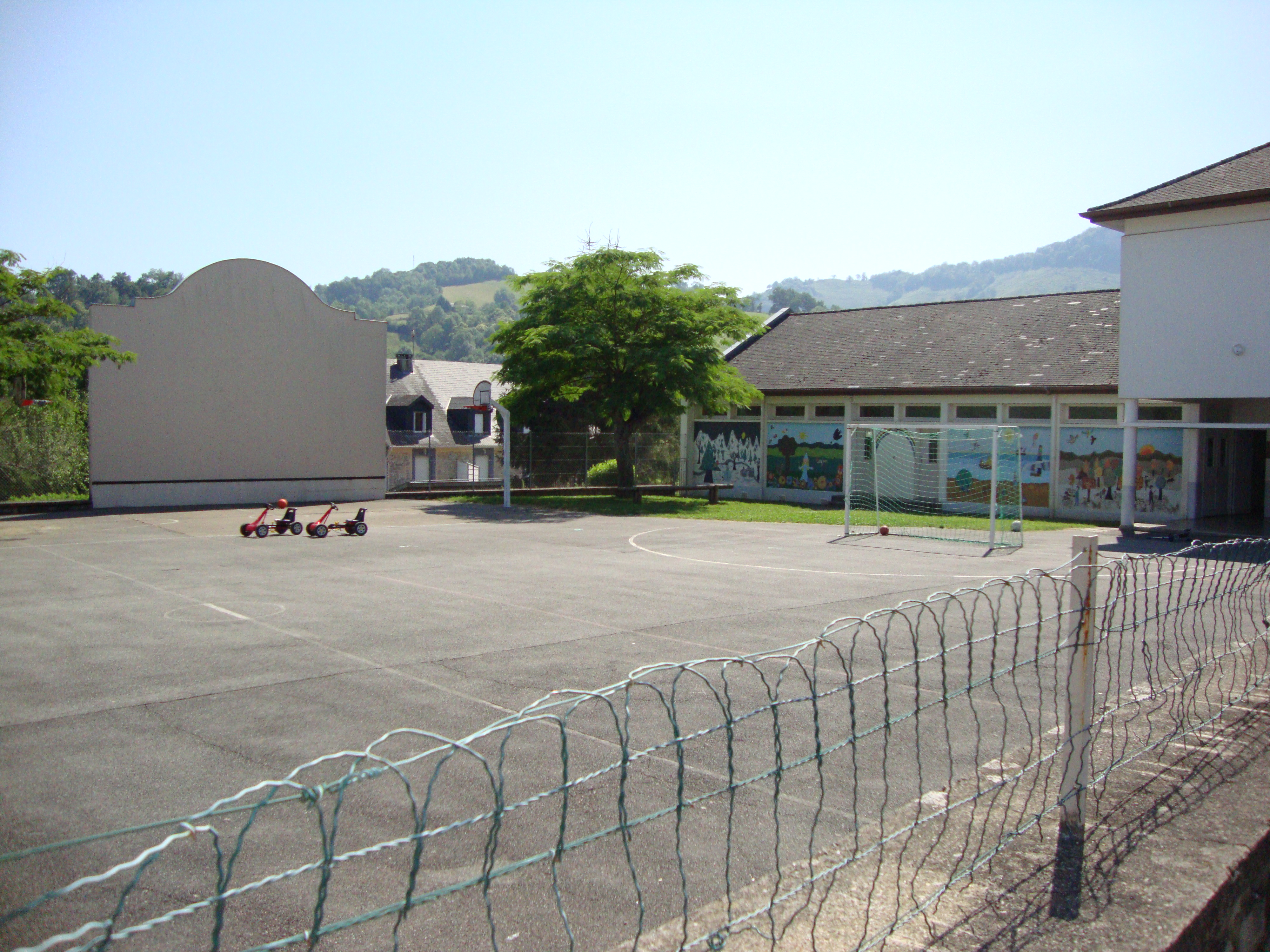
Frontón und Schule von Montory

### Bildung
Montory verfügt über eine öffentliche Grundschule mit 22 Schülerinnen und Schülern im Schuljahr 2017/2018.

### Sport und Freizeit
- An der Felswand des Arguibelle kann ganzjährig das Klettern praktiziert werden. Einige Abschnitte können allerdings während der Nistperiode der dort heimischen Schmutzgeier und Wanderfalken gesperrt werden. Die Felswand des Arguibelle ist eine der geschützten Naturstätten der Pyrenäen. Von den 63 bis 69 in Frankreich gezählten Schmutzgeierpaaren gibt es momentan nur eines in dem Gebiet.[28][29]

- Ein mittelschwerer Rundweg von 11 km Länge mit einem Höhenunterschied von 640 m führt vom Zentrum der Gemeinde auf den Gipfel des Erretzü (700 m), an der der nordwestlichen Grenze zur Nachbargemeinde Tardets-Sorholus gelegen.[30]

- Ein Rundweg von 4,5 km Länge mit einem Höhenunterschied von 300 m führt vom Zentrum der Gemeinde rund um den Mont Begousse.[31]

- Ein weiterer mittelschwerer Rundweg von 8,5 km Länge mit einem Höhenunterschied von 300 m führt vom Zentrum der Gemeinde über den Col d’Edre und den Col Lafatique um den Pic d’Iridoy und am Fuß des Arguibelle vorbei.[32]

### Verkehr
Montory ist angeschlossen an die Routes départementales 59, 759 und 918, der ehemaligen Route nationale 618.